# Надеждинська сільська рада (Сафакулевський район)
Наде́ждинська сільська рада (рос. Надеждинский сельский совет) — сільське поселення у складі Сафакулевського району Курганської області Росії.
Адміністративний центр — село Надеждинка.
Населення сільського поселення становить 263 особи (2017; 402 у 2010, 814 у 2002).
Станом на 2002 рік до складу поселення входив також присілок Бугуй.

## Склад
До складу сільського поселення входять:
| Населений пункт   | Населення, осіб (2002) | Населення, осіб (2010) |
| ----------------- | ---------------------- | ---------------------- |
| Бакаєво, присілок | 286                    | 149                    |
| Надеждинка, село  | 528                    | 253                    |